# Andvarinaut
En la mitología nórdica, Andvarinaut (en español: Obsequio de Andvari) es un anillo mágico capaz de producir oro, inicialmente poseído por Andvari.

## Leyenda
En la leyenda, se indica que el anillo fue primero posesión de Andvari. Posteriormente, el anillo fue adquirido mediante engaños de Loki y, en venganza, Andvari maldijo el anillo de manera que trajera desgracias a sus dueños.
Loki se deshizo inmediatamente de él dándoselo al rey Hreidmar de los enanos (como "indemnización", ya que Loki había asesinado por accidente a su hijo Ódder). Los hijos restantes de Hreidmar, Fafner y Regin, lo mataron y tomaron el anillo.Fafner decidió que quería a Andvarinaut solo para él, así que se convirtió en un dragón y alejó a Regin. Regin tomó a Sigurd como hijo adoptivo y le mandó a recuperar el tesoro. Sigurd mató después al dragón (Fafner) y le dio el anillo a Brunilde, quien se suicidó cuando él la dejó. 
Algunos eruditos han hecho afirmaciones especulativas sobre si Andvarinaut es el origen de la maldición del diamante Hope.

## El anillo del nibelungo
El anillo es uno de los temas centrales en la ópera de Richard Wagner Der Ring des Nibelungen (en español, El anillo del nibelungo). En este caso, Andvari es el enano Alberich.

## Su influencia enEl Señor de los Anillos
Algunos igualmente consideran que haya inspirado a J. R. R. Tolkien en su obra El Señor de los Anillos,[cita requerida] aunque este lo desmintió fuertemente en su correspondencia.[cita requerida] Se ha dicho en numerosas ocasiones que Tolkien también tomó prestados elementos de la saga völsunga, base de la serie de óperas de Richard Wagner titulada El anillo del nibelungo; especialmente, se ha dicho que el Anillo Único está influido por un mágico anillo de oro, el Andvarinaut. Sin embargo, en una carta que Tolkien escribió a la editorial George Allen & Unwin en la que criticaba el comentario que se había introducido para la traducción al sueco de la novela y en la que se hacía referencia a estas influencias, les decía que la única semejanza entre su anillo y el Andvarinaut era que ambos «eran redondos» y concluía con que la saga escandinava «no tiene absolutamente nada que ver con El Señor de los Anillos».